# Delești
Delești is een Roemeense gemeente in het district Vaslui.
Delești telt 2586 inwoners.